# ASK-Sportanlage Fischl
Die ASK-Sportanlage Fischl ist ein  Fußballstadion im Stadtteil Fischl der österreichischen Stadt Klagenfurt am Wörthersee, Bundesland Kärnten. Es war die Heimspielstätte des FC Kärnten und fasst 3.500 Zuschauer, davon 1.500 Sitz- und 2.000 Stehplätze.

## Geschichte
Die Sportanlage des ASK Klagenfurt wurde 2005 zu einem bundesligatauglichen Stadion ausgebaut, nachdem das größte Stadion der Stadt, das Wörtherseestadion, auf Grund der Neubauarbeiten in Hinblick auf die Fußball-Europameisterschaft 2008 längere Zeit unbespielbar wurde. Der FC Kärnten übersiedelte daher nach Fischl und trug seit Jahresbeginn 2006 seine Heimspiele hier aus.
Der Spatenstich zum neuen Stadion wurde am 11. August 2005 ausgeführt, die Eröffnung fand am 28. März 2006 gegen den SC Austria Lustenau mit einem 1:0 vor 1.700 Zuschauern statt. Insgesamt wurden 1.000 überdachte Sitzplätze zuzüglich 500 auf Zusatztribünen, 1.000 Stehplätze und ein VIP-Bereich, Presseabteilung, Gastronomieeinrichtungen und Toiletten errichtet. In der Saison 2007/08 machte sogar der Bundesligist SK Austria Kärnten zwei Mal Halt in Fischl, die Spiele gegen die SV Ried und die SV Mattersburg sahen 2.000 beziehungsweise 1.600 Besucher.